# Leeway
Leeway — американская группа, созданная в 1984 году в Нью-Йорке и исполняющая свои композиции в стилях кроссовер-трэш и хардкор-панк.

## История
Группа была основана в 1984 году гитаристом Эй Джейем Новелло и вокалистом Эдди Саттоном. За время своего существования Leeway выпустили четыре студийных альбома — «Born to Expire» (1988), «Desperate Measures» (1991), «Adult Crash» (1994), «Open Mouth Kiss» (1995).
В 1996 году коллектив распался. В дальнейшем группа несколько раз временно воссоединялась для концертных туров.
Несмотря на то, что группа не добилась заметного коммерческого успеха, она считается неотъемлемой частью нью-йоркского хардкора 1980-х, американских хардкор-панк и кроссовер-трэш-сцен. Альбомы группы в числе любимых указывали Райли Гейл из Power Trip и Скотт Вогель из Terror.
В 2008 году песня «Enforcer» стала саундтреком игры Grand Theft Auto IV в рамках радиостанции L.C.H.C. (Liberty City Hardcore).

## Leeway NYC
В 2018 году вокалист Эдди Саттон создал проект Leeway NYC, с которым выпустил сингл «I’m Your Pusher». Помимо него в записи участвовали экс-гитарист Leeway Гордон Энцис, гитарист Mucky Pup Дэн Настаси, барабанщик Mucky Pup Джон Милнс и басист Whiplash Данк Делонг. В 2019 году была выпущена песня «Message to a Manchild», объединённая вместе с предыдущей в EP «Tipping Point!».

## Состав

### Текущий состав
- Эдди Саттон — вокал (1983—1996, 1999—2002, 2006, с 2016)
- Эй Джей Новелло — гитара (1983—1996, 1999—2002, 2006, с 2016)
- Поки Мо — ударные (1990—1996, 1999—2002, 2006, с 2016)
- Джимми Зантос — бас-гитара (1990—1996, с 2016)
- Марк Таузендс — гитара (с 2016)

### Бывшие участники
- Гордон Энцис — гитара (1985—1986)
- Майкл Гиббонс — гитара (1986—1992, 2006)
- Хосе Очоа — бас-гитара (1983—1986)
- Эдди Коэн — бас-гитара (1986)
- Хоуи Эккерман — бас-гитара (1985—1990)
- Сасо Мотрони — ударные (1983—1985)
- Макки Джейсон — ударные (1985—1986)
- Тони Фонтао — ударные (1986—1990)

### Туровые участники
- Пэррис Митчелл Мейхью — бас-гитара (1988)
- Джей Ти Лит — бас-гитара (2019)

## Дискография

### Студийные альбомы
- Born to Expire (1988)
- Desperate Measures (1991)
- Adult Crash (1994)
- Open Mouth Kiss (1995)

### Демо
- Enforcer (1985)